# 酒井忠以
酒井 忠以（さかい ただざね）は、江戸時代中期から後期の播磨姫路藩第2代藩主。雅楽頭系酒井家15代。

## 生涯
姫路藩世嗣・酒井忠仰の長男として江戸に生まれる。父が病弱だったため、祖父・忠恭の養嗣子となり、18歳で姫路藩の家督を継いだ。
絵画、茶道、能に非凡な才能を示し、安永8年（1779年）、25歳の時、ともに日光東照宮修復を命じられた縁がきっかけで出雲松江藩主の松平治郷と親交を深め、江戸で、あるいは姫路藩と松江藩の参勤行列が行き交う際、治郷から石州流茶道の手ほどきを受け、のちには石州流茶道皆伝を受け将来は流派を担うとまでいわれた。大和郡山藩主の柳沢保光も茶道仲間であった。弟に江戸琳派の絵師となった忠因（酒井抱一）がいるが、忠以自身も絵に親しみ、伺候していた宋紫石・紫山親子から南蘋派を学び、『兎図』（掛軸 絹本著色、兵庫県立歴史博物館蔵）や『富士山図』（掛軸 絹本著色、姫路市立城郭研究室蔵）等、単なる殿様芸を超えた作品を残している。
天明元年には将軍の名代として光格天皇の即位式に参賀している。
一方で藩政は、天明3年（1783年）から天明7年（1787年）までの4年間における天明の大飢饉で領内が大被害を受け、藩財政は逼迫した。このため、忠以は河合道臣を家老として登用し、財政改革に当たらせようとした。だが、忠以は寛政2年（1790年）に36歳の壮年で江戸の姫路藩邸上屋敷にて死去し、保守派からの猛反発もあって、道臣は失脚、改革は頓挫した。家督は長男の忠道が継いだ。
筆まめで、趣味、日々の出来事・天候を『玄武日記』（22歳の正月から）『逾好日記』（33歳の正月から）に書き遺している。忠以の大成した茶懐石は『逾好日記』を基に2000年9月に、和食研究家の道場六三郎が「逾好懐石」という形で再現している。

## 年譜
- 1755年（宝暦5年） - 生まれ
- 1766年（明和3年） - 名を忠以と改名
- 1772年（安永元年）- 酒井家相続（8月27日）
- 1781年 (天明元年）- 光格天皇即位式のため上洛
- 1785年（天明5年） - 溜間詰
- 1790年（寛政2年） - 死去（7月17日）、享年36

## 官歴
- 1768年（明和5年） ：従四位下河内守
- 1772年（安永元年）：雅楽頭
- 1780年（安永9年） ：侍従

## 逸話
逸話集『耳嚢』には以下のような話が記述されている。
天明元年（1781年）、忠以は光格天皇の即位式と元服の際、祝賀の使者として上洛することとなった。出発の朝になると、愛犬の狆が玄関まで飛び出してきて駕籠を離れず、やむをえず品川まで連れて行き、そこでなだめたが効果がなく、結局京都まで連れて行ったところ、この噂が京都でひろまり､天皇の耳にまで届き、「畜類ながら主人の跡を追う心の哀れなり」ということで、この狆に六位の位が与えられた。この話を聞いた京童は「くらいつく犬とぞかねてしるならばみな世の人のうやまわんわん」と口ずさんだという。
ただし忠以自身の日記『玄武日記』には狆の事は一切書かれておらず、駕籠も使わず馬で上洛している。さらに『耳嚢』著者の根岸鎮衛も「根なし事（根拠のないこと）」と記している。